# Myelofibrose
Myelofibrose is onderdeel van een groep ziekten die myeloproliferatieve aandoeningen worden genoemd. Het is een aandoening waarbij woekering, ongecontroleerde aanmaak, van bindweefsel ontstaat. Deze woekering ontstaat door uitscheidingsfactoren van een bepaald type ontspoorde beenmergcellen, de megakaryocyten. Deze cellen zetten op hun beurt de fibroblasten aan tot bindweefselvorming. Patiënten hebben in het begin van hun ziekte dan ook vaak een toename van bloedplaatjes (trombocytose).

## Symptomen
Door de verandering in het beenmerg zal de verhouding in het bloedbeeld ook veranderen. Zo kan er een anemie ontstaan en op den duur een trombocytopenie. Vervolgens is de zeefvorming tussen bloed en beenmerg verstoord, waardoor er beenmergcellen in het bloed terechtkomen. Daarnaast nemen de erytrocyten een traanvorm aan, ook wel 'tear drop cells' genoemd. Tot slot zal de milt vergroten, doordat deze probeert het defect aan het beenmerg te compenseren en bloed aan te gaan maken. Een vergrote milt kan hinder en pijn veroorzaken.
De steeds groter wordende milt zal het verschijnsel van bloedarmoede en tekort aan bloedplaatjes verder versterken, doordat deze cellen in de milt achterblijven in plaats van in het bloed circuleren.

## Epidemiologie
Myelofibrose is een ziekte van ouderen. De gemiddelde leeftijd is 65 jaar, maar de ziekte komt ook voor bij jongeren; 10% is jonger dan 45 jaar.